# 夫 (姓)
夫（ふ）は、漢姓の一つ。

## 朝鮮の姓
夫（ふ、プ、朝: 부）は、朝鮮人の姓の一つである。2015年の韓国の国勢調査による人口は10,536人。うち半分は済州島にいる。
高・梁と並ぶ済州島の三姓神話に由来する由緒のある姓である。

### 著名な人物
- 夫琓爀 - 韓国のジャーナリスト。
- 夫佐炫 - 韓国の国会議員。
- 夫勝粲（朝鮮語版） - 韓国の国会議員。
- プ・スングァン - SEVENTEENのメンバー。

### 氏族
| 氏族（地域） | 創始者 | 人数（2015年） |
| ------------ | ------ | -------------- |
| 康津夫氏     |        | 28             |
| 義城夫氏     |        | 8              |
| 済州夫氏     | 夫乙那 | 10,222         |
| 清州夫氏     |        | 33             |
| 耽羅夫氏     |        | 135            |
| 漢陽夫氏     |        | 26             |